# Кутернон
Кутерно́н (фр. Couternon) — коммуна во Франции, находится в регионе Бургундия. Департамент коммуны — Кот-д’Ор. Входит в состав кантона Дижон 2-й кантон. Округ коммуны — Дижон.
Код INSEE коммуны — 21209.

## Население
Население коммуны на 2010 год составляло 1662 человека.
| 1962 | 1968 | 1975 | 1982 | 1990 | 1999 | 2010 |
| ---- | ---- | ---- | ---- | ---- | ---- | ---- |
| 228  | 345  | 590  | 745  | 1116 | 1514 | 1662 |

## Экономика
В 2010 году среди 1145 человек трудоспособного возраста (15—64 лет) 846 были экономически активными, 299 — неактивными (показатель активности — 73,9 %, в 1999 году было 75,2 %). Из 846 активных жителей работали 815 человек (426 мужчин и 389 женщин), безработных было 31 (10 мужчин и 21 женщина). Среди 299 неактивных 128 человек были учениками или студентами, 120 — пенсионерами, 51 были неактивными по другим причинам.